# Ad Muncher
Ad Muncher – darmowy program dla systemów operacyjnych Microsoft Windows, który umożliwia blokowanie reklam i innych niechcianych treści internetowych. Pozwala na filtrowanie treści w różnych przeglądarkach internetowych oraz innych programach wyświetlających elementy reklamowe, m.in. ICQ, Morpheus, Kazaa, Grokster, PalTalk, iMesh, BearShare, LimeWire. Filtrowanie odbywa się na poziomie sieci.
Program udostępnia szerokie opcje konfiguracji poszczególnych filtrów. W zależności od ustawień aplikacja może blokować skrypty JavaScript, treści dźwiękowe, niestandardowe tła stron bądź kolory suwaków itp. Możliwe jest również np. wyłączenie okien dialogowych opartych na JavaScript. Program oferuje możliwość ingerencji w nagłówki HTTP i ich parametry w czasie rzeczywistym.
Pierwsza wersja programu została wydana w 1999 roku. Początkowo był to produkt płatny, natomiast od 2014 r. był dostępny za darmo. W tym samym roku Ad Muncher przestał być rozwijany; jego ostatnia wersja to 4.94.